# Бане Бојанић (албум)
Бане Бојанић је пети албум певача Банета Бојанића. Албум је издат 2001. године за издавачку кућу Гранд продукција. Албум је издат на касети и CD-у. Албум је такође издат у Бугарској за издавачку кућу Payner 2002. године на CD-у.

## Списак песама
| №   | Назив                       | Трајање |  |
| 1.  | Само пијан могу да преболим |         |  |
| 2.  | Нек ти буде као мени        |         |  |
| 3.  | Моја малена                 |         |  |
| 4.  | Пусти                       |         |  |
| 5.  | Остарићу и умрећу           |         |  |
| 6.  | Шта ће мени ове паре        |         |  |
| 7.  | Трагедија                   |         |  |
| 8.  | Одлази одлази               |         |  |
| 9.  | Е мој брате цигани ме прате |         |  |
| 10. | Окрени мој број             |         |  |